# 帕纳辛奈科斯足球俱乐部
帕納辛奈科斯足球俱樂部（英語：Panathinaikos Athlitikos Omilos，簡稱PAO，直譯為泛雅典竞技足球俱乐部），是一家位于希腊首都雅典的足球俱乐部。帕纳辛奈科斯俱乐部同时还有篮球与排球两项职业体育运动部門，及乒乓球、游泳、射箭等十几项业余体育项目。
帕纳辛奈科斯是希腊历史上最成功的球队之一，获得过 20 个国内联赛冠军和 16 个盃赛冠军。虽然这两项数据都不如死敌奥林匹亚克斯，但是俱乐部欧洲比赛的战绩却要优于对手。1971年，帕纳辛奈科斯打入过欧洲盃决赛，虽然 0-2 不敌阿贾克斯，是唯一一支进入过欧洲比赛决赛的希腊球队。此后他们还先后两次打入过冠军杯和冠军联赛的半决赛。

## 榮譽

### 本土
- 希臘足球超級聯賽[1][2][3][4]
  - 冠軍 (20): 1929–30, 1948–49, 1952–53, 1959–60, 1960–61, 1961–62, 1963–64, 1964–65, 1968–69, 1969–70, 1971–72, 1976–77, 1983–84, 1985–86, 1989–90, 1990–91, 1994–95, 1995–96, 2003–04, 2009–10
- 希臘盃[3][4][5]
  - 冠軍 (20): 1939–40, 1947–48, 1954–55, 1966–67, 1968–69, 1976–77, 1981–82, 1983–84, 1985–86, 1987–88, 1988–89, 1990–91, 1992–93, 1993–94, 1994–95, 2003–04, 2009–10, 2013–14, 2021–22, 2023–24
- 希臘超級盃[6]
  - 冠軍 (3): 1988, 1993, 1994 [7][8]
- Greater Greece Cup:
  - 冠軍 (1): 1970

### 歐洲賽事
- European Cup:
  - 亞軍 (1)：1971
- 巴尔干盃:
  - 冠軍 (1)： 1977

### Worldwide competitions
- Intercontinental Cup:
  - 亞軍 (1): 1971

### 地區
- SEGAS and FCA Championship:[9]
  - 冠軍 (2): 1910–11, 1922
- Athens FCA Championship:[10]
  - 冠軍 (17) (record): 1925, 1926, 1927, 1929, 1930, 1931, 1934, 1937, 1939, 1949, 1952, 1953, 1954, 1955, 1956, 1957, 1959

## 著名球员
- 克日什托夫·瓦日查（Krzysztof Warzycha）（1989年-2004年）
- 阿廖沙·阿萨诺维奇（1998年-2000年）
- (1999年-2005年)
- 保罗·索萨（2000年-2001年）
- 戈兰·弗拉奥维奇（2000年-2004年）
- 罗伯特·雅尔尼（2001年-2002年）
- 埃曼纽尔·奥里萨德贝（2001年-2006年）
- （2006年-2007年）
- 吳伯德（2010年-2017年）